# Wassily Leontief
Wassily Wassilyovich Leontief (tiếng Nga: Василий Васильевич Леонтьев, 5 tháng 8 năm 1905, Munich, Đức - 5 tháng 2 năm 1999, New York), là một nhà kinh tế Nga-Mỹ đáng chú ý cho nghiên cứu của ông về cách thay đổi trong lĩnh vực kinh tế có thể có ảnh hưởng đến các lĩnh vực khác. Leontief đã giành Giải Nobel Kinh tế của Ủy ban Nobel vào năm 1973, và ba trong số sinh viên tiến sĩ của ông cũng đã được trao giải thưởng (Paul Samuelson năm 1970, Robert Solow năm 1987 và Vernon L. Smith 2002).

## Các cuốn sách đã xuất bản
- 1925: "Balans Narodnogo Chozjajstva SSR" in Planovoe Chozjajstvo translated into Italian in Spulber N.(Ed.) as "Il Bilancio dell’economia nazionale dell’URSS." in La Strategia Sovietica per Sviluppo Economico 1924–1930, Giulio Einaudi editore, Torino [discussing the Soviet "Balance of the National Economy", 1923–4]
- 1928: Die Wirtschaft als Kreislauf, Tübingen: Mohr: re-published as The economy as a circular flow, pp. 181–212 in: Structural Change and Economic Dynamics, Volume 2, Issue 1, June 1991.
- 1941: Structure of the American Economy, 1919–1929
- 1953: Studies in the Structure of the American Economy
- 1966: Input-Output Economics
- 1966: Essays in Economics
- 1977: Essays in Economics, II
- 1977: The Future of the World Economy
- 1983: Military Spending: Facts and Figures, Worldwide Implications and Future Outlook co-authed with F. Duchin.
- 1983: The Future of Non-Fuel Minerals in the U. S. And World Economy co-authed with J. Koo, S. Nasar and I. Sohn
- 1986: The Future Impact of Automation on Workers co-authored with F. Duchin